# Mercedes-Benz OM 636
El motor Mercedes-Benz OM 636 es un motor diésel de cuatro tiempos con inyección precámara de cuatro cilindros en línea, diseñados y fabricados  desde 1949 al 1974 por la empresa alemana Daimler-Benz para sus coches de la marca Mercedes-Benz. Fue presentado el 1949 y su sucesor fue el OM 621 en 1958.
Estos motores fueron instalados en vehículos de pasajeros, camionetas y vehículos comerciales ligeros de Mercedes y otros fabricantes desde la década de 1940, más de tres décadas y millones de unidades fabricadas. En España el motor fue popular por montarse de origen en el SEAT 1800 D. El tipo de motor no solo se instaló en los coches, sino también en varias otras industrias, y con  gran éxito, incluyendo tractores, cosechadoras, carretillas elevadoras, barcos, generadores eléctricos, etc. Estos motores están todavía en las calles del mundo en cientos de miles de vehículos entre otras industrias.

## La sigla  «OM»
La abreviatura «OM - - - » identifica una pequeña familia de motores diésel producidos desde 1935 hasta la actualidad. Las iniciales «OM» es sinónimo de «aceite de motor» (motor que funciona con gasóleo/diésel) y se refiere a la actualidad de los motores diésel de Mercedes-Benz.

## Historia
El motor OM 636 se introdujo al mercado en 1949 en el modelo 170 D de la serie W136. Fue el primer  diésel de la posguerra de turismos y el tercer diésel de turismos después del Mercedes-Benz W138, Hanomag Rekord antes de la guerra. La versión inicial ofreció 28 kW (38 hp) de potencia de 1.7 litros de cilindrada.

## Lista de los motores OM 636
OM 636  (OHV)  1949–1959
- 1.7 litros (1697 cc)

38 hp (28 kW) a 3.200 rpm
- 1.8 litros (1767 cc)

25 hp (18.5 kW) a 2.500 rpm
32 hp (24 kW) a 2.550 rpm
36 hp (27 kW) a 2.750 rpm
40 hp (30 kW) a 3.200 rpm
43 hp (32 kW) a 3.500 rpm

## Aplicaciones

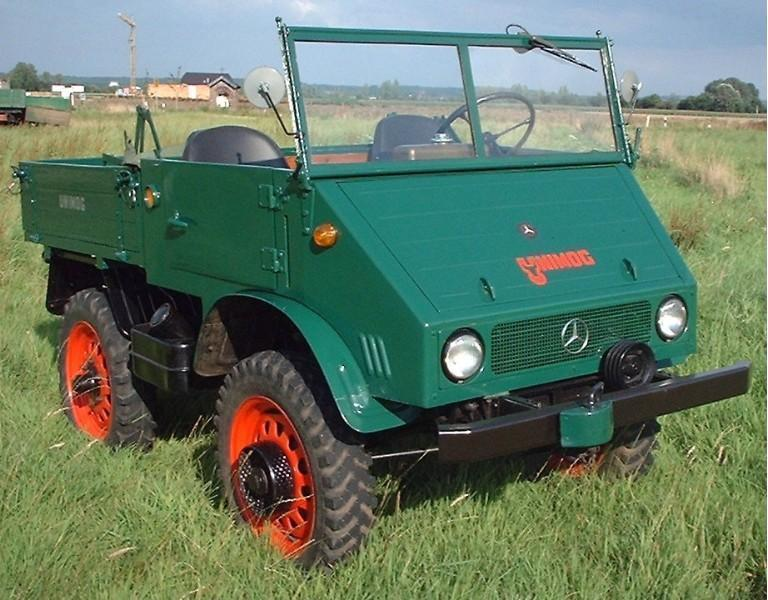
Unimog 401 (1954)
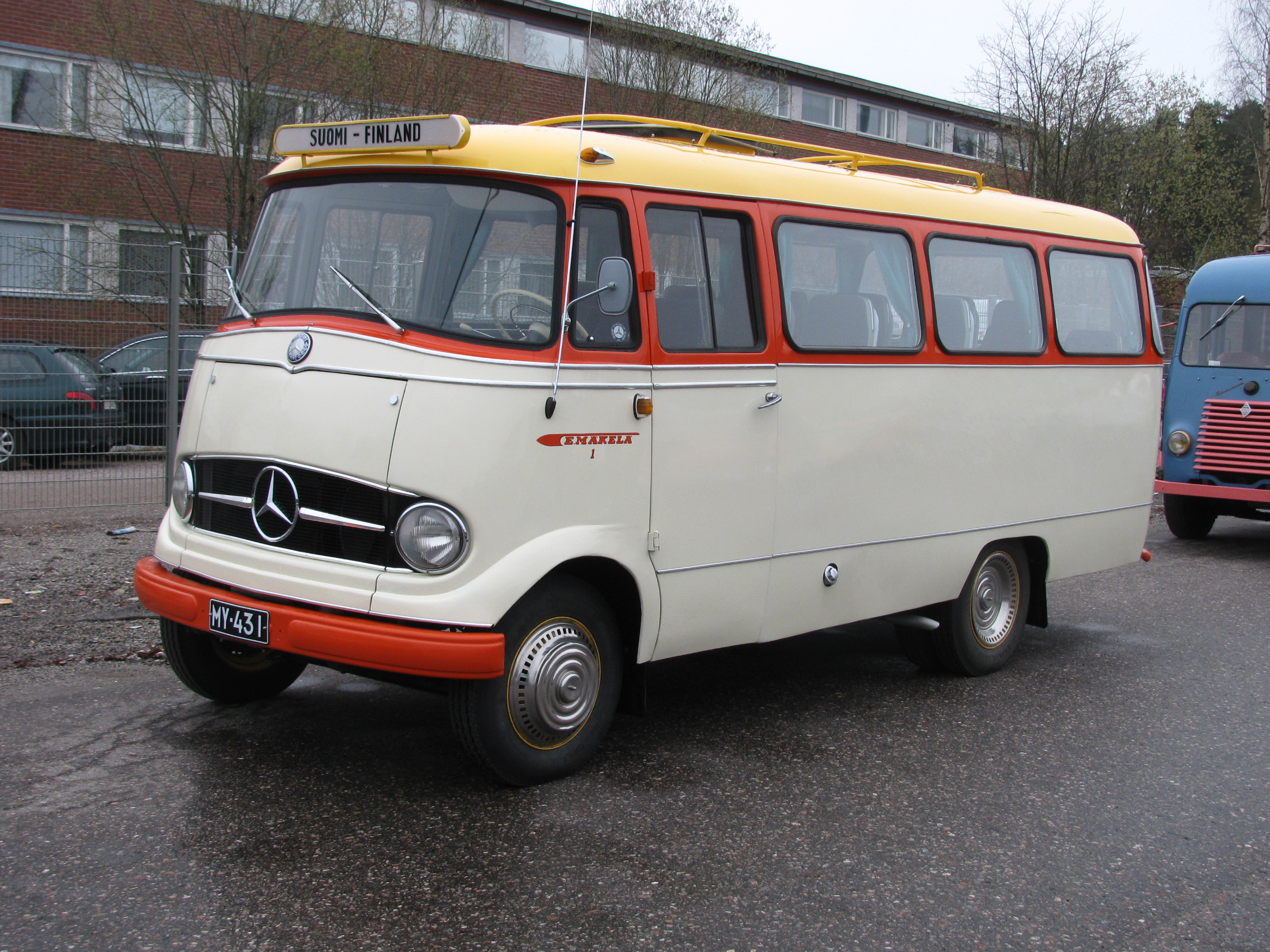
Mercedes-Benz O 319
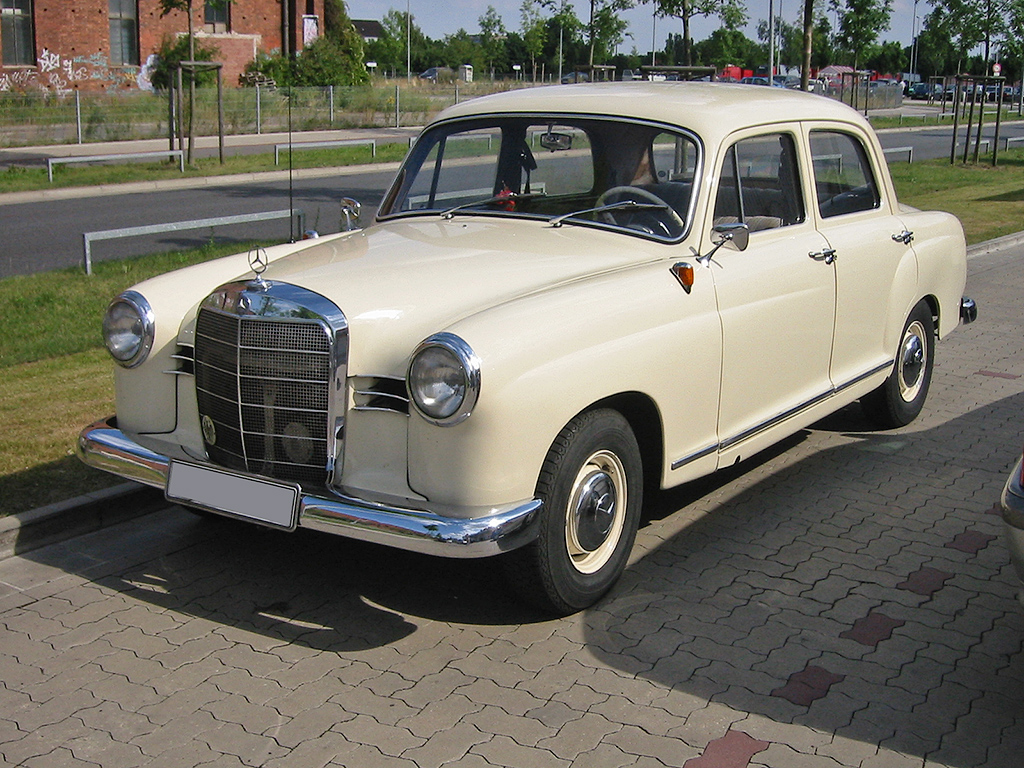
Mercedes-Benz W120
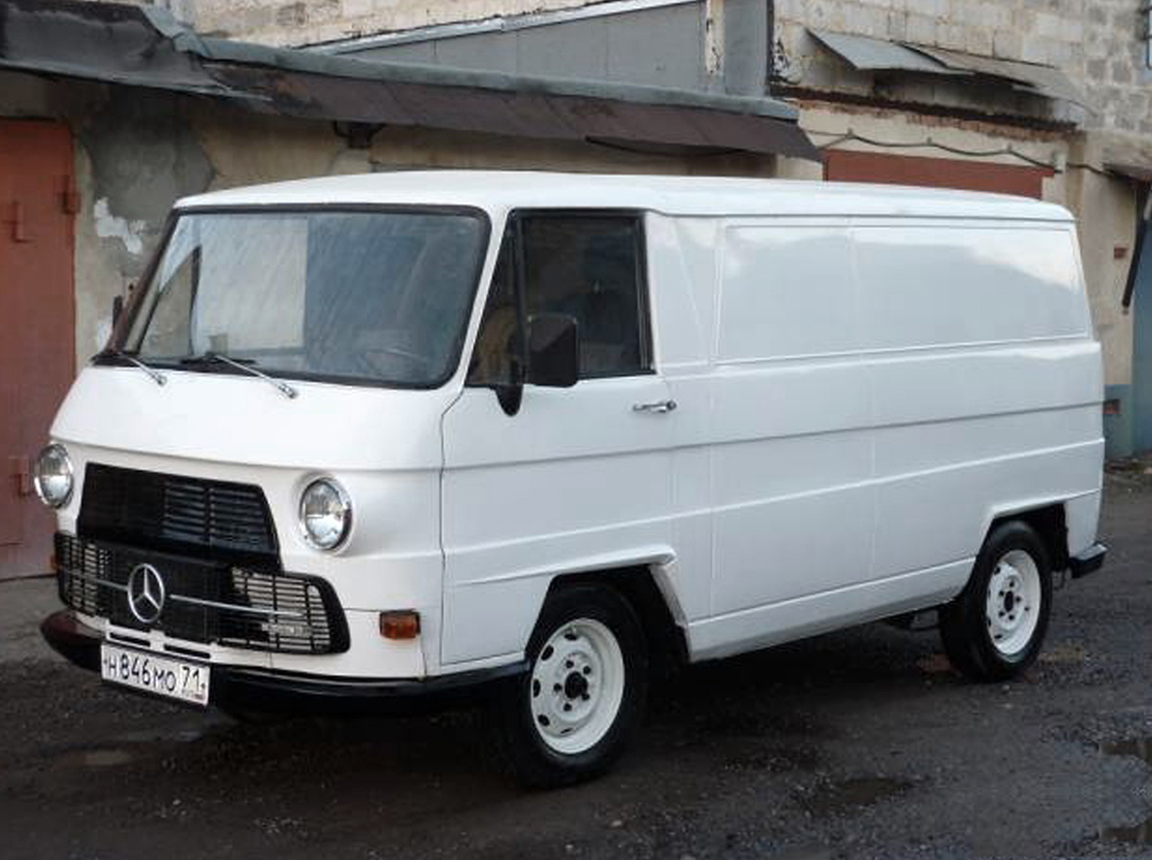
Mercedes-Benz N1000